# Lavik (Troms)
Ne doit pas être confondu avec Lavik (Sogn og Fjordane).
Lavik est une localité du comté de Troms, en Norvège.

## Géographie
Administrativement, Lavik fait partie de la kommune de Gratangen.